# 1920-as izlandi labdarúgó-bajnokság (első osztály)
Az Úrvalsdeild 1920-as szezonja volt a bajnokság kilencedik kiírása. A bajnokságban három csapat vett részt, a győztes a Víkingur lett. Ez volt a klub első bajnoki címe.

## Végeredmény
| # | Klub     | M | Gy | D | V | RG | KG | GK | P |
| 1 | Víkingur | 2 | 2  | 0 | 0 | 9  | 5  | +4 | 4 |
| 2 | KR       | 2 | 1  | 0 | 1 | 5  | 5  | +0 | 2 |
| 3 | Fram     | 2 | 0  | 0 | 2 | 3  | 7  | -4 | 0 |